# Glossolepis incisus
Glossolepis incisus är en fiskart som beskrevs av Weber, 1907. Glossolepis incisus ingår i släktet Glossolepis och familjen Melanotaeniidae. IUCN kategoriserar arten globalt som sårbar. Inga underarter finns listade i Catalogue of Life.